# Annie Haslam
Annie Haslam, née le 8 juin 1947 à Bolton dans le Lancashire en Grande-Bretagne, est une chanteuse, auteure-compositrice et peintre.
Elle est surtout reconnue comme chanteuse du groupe de rock progressif Renaissance depuis 1971 et en tant qu'artiste solo. 

## Historique
Elle est tout d'abord étudiante dans le domaine de la mode alors qu'elle travaille pour un tailleur sur Saville Row à Londres. Puis elle bifurque vers la musique classique, étudiant sous la tutelle de la cantatrice Sybil Knight en 1970. En 1971, elle devient la nouvelle chanteuse pour le groupe Renaissance, remplaçant pour l'occasion leur ancien chanteur Keith Relf. Elle a répondu à une annonce dans le magazine Melody Maker et passa une audition pour le groupe, elle enregistra ainsi sept albums studios entre 1972 pour l'album Prologue à 1979 pour l'album Azure d'Or. Puis elle sera de la partie lors de la nouvelle formation de Renaissance à partir de 1981. 
En 1993, Annie reçoit un diagnostic de cancer du sein et luttera contre cette maladie, elle s'en sortira finalement et cette victoire lui servira d'inspiration pour l'écriture, elle travaille alors à l'élaboration d'un album avec le producteur américain Tony Visconti Blessing in disguise qui sortira sous le nom de Annie Haslam's Renaissance en 1994. En 1995, elle participe au chant à l'album hommage à Yes Tales From Yesterday, pour la chanson Turn of the Century avec Steve Howe. Et toujours en 1995, elle retrouve ce dernier sur l'album Lily's In The Field: A Benefit Concert For Orphan Children In Bosnia-Herzegovina, sur la pièce Lily's In The Field. Et finalement en 1999, Steve Howe invite Annie sur son album de reprises de chansons de Bob Dylan, Portraits of Bob Dylan, sur It's All Over Now, Baby Blue avec Geoff Downes et Dylan Howe. Puis en 2005, elle est au chant sur la chanson In the end de l'album Icon de Geoff Downes & John Wetton. En 2013, Renaissance produisent l'album Grandine il vento avec John Wetton au chant sur la pièce Blood Silver Like Moonlight, on retrouve aussi Ian Anderson à la flûte traversière sur la chanson Cry to the World. Cet album a été réédité l'année suivante sous le titre Symphony of Light mais avec des chansons différentes de la première version. 
Elle participe comme chanteuse à l'album de David Minasian "the sound of dreams" sorti en 2020 sur lequel elle interprète deux chansons : The sound of dreams (1st movement) et The wind of heaven (epilogue).

## Renaissance
- Albums Studios :
- 1972 : Prologue
- 1973 : Ashes Are Burning
- 1974 : Turn Of The Cards
- 1975 : Scheherazade and Other Stories
- 1977 : Novella
- 1978 : A song for all seasons
- 1979 : Azure d'Or
- 1981 : Camera Camera
- 1983 : Time Line
- 2000 : Tuscany
- 2013 : Grandine il vento - John Wetton au chant sur la chanson Blood Silver Like Moonlight et Ian Anderson à la flûte traversière sur la pièce Cry to the World.
- 2014 : Symphony of light - Réédition du précédent album studio avec deux pièces bonus, Tonight & Immortal Beloved précédemment disponibles sur le EP The Mystic & The Muse de 2010. Aussi une toute nouvelle pièce Renaissance Man dédiée à Michael Dunford, guitariste de la formation dite "classique" du groupe et décédé le 20 novembre 2012.

- Albums En Concert :
- 1976 : Live at Carnegie Hall - Album double enregistré en concert avec l'Orchestre philharmonique de New York et une chorale.
- 1997 : Live at the Royal Albert Hall - King Biscuit Flower Hour Volume 1
- 1997 : Live at the Royal Albert Hall - King Biscuit Flower Hour Volume II
- 1999 : The BBC Sessions 1975–1978 - Album double.
- 2000 : Day of the dreamer - Concerts enregistrés en 1978.
- 2000 : Unplugged Live at the Academy of Music - Liv at the Academy of music, Philadelphia, USA
- 2002 : In the Land of the Rising Sun: Live in Japan 2001 - Album double enregistré au Japon en 2001
- 2008 : Dreams & Omens - : Live at The Tower Theatre, Philadelphia 1978
- 2010 : Live in Chicago - Enregistré en 1983 au Park West Chicago.
- 2011 : Renaissance Tour 2011 – Turn of the Cards and Scheherazade & Other Stories Live In Concert - DVD + 2 CD
- 2015 : De Lane Lea Studio - Enregistré en concert en 1973.
- 2015 : Academy of Music - Album double enregistré en 1974.
- 2016 : Renaissance 2012 (recorded April 16 2015) – Renaissance Live at the Union Chapel

- EP :
- 2010 : The Mystic & The Muse - Extended Play de trois titres avec Michael Dunford et Tom Brislin ainsi que la nouvelle formation de Renaissance.

- Compilations :
- 1978 : In The Beginning - Prologue / Ashes Are Burning - Album double réunissant les deux premiers albums de la nouvelle formation.
- 1990 : Tales Of 1001 Nights, Vol. I
- 1990 : Tales Of 1001 Nights, Vol. II
- 1995 : Da Capo - Album double distribué en Allemagne avec un livret détaillé.
- 1997 : Songs from Renaissance Days - Contient des raretés, des inédits et deux pièces solos d'Annie Haslam.

## Solo

### Albums Studios
- 1977 : Annie in Wonderland - Avec Roy Wood et Jon Camp.
- 1985 : Louis Clark And The Royal Philharmonic Orchestra With The Royal Choral Society Featuring Annie Haslam – Still Life.
- 1989 : Annie Haslam - Avec Larry Fast, Justin Hayward, Mel Collins, David Rose, entre autres.
- 1994 : Blessing in Disguise - Annie Haslam's Renaissance - Avec Tony Visconti, Jordan Rudess, etc.
- 1999 : The Dawn of Ananda
- 2000 : It Snows in Heaven Too
- 2007 : Woman Transcending: Rare Recordings From Annie Haslam's Musical Journey
- 2008 : Snowball - Cet album a été produit et arrangé par Rave Tesar et Annie Haslam en décembre 2008. Il n'a été tiré qu'à 300 exemplaires, vendus d'abord au concert de Noël de 2008 puis via le site d'Annie Haslam en novembre 2009.

### EP
- 2006 : Night and Day - Avec Magenta - Annie invitée par le groupe Gallois Magenta, elle en a profité pour faire le dessin de la pochette du disque.

### Albums en concert
- 1999 : Live Under Brazilian Skies (Enregistrement public 1997)
- 2002 : One Enchanted Evening (Enregistrement public 2001)
- 2006 : Live Studio Concert Philadelphia, PA, USA 1997 (Enregistrement public 1997)

### Compilations
- 2006 : Woman Transcending - (Enregistrements studio 1974-1998)
- 2010 : Realms of Glory - Compilation réunissant des titres des albums It snows in heaven too et Snowball

### Participations
- 1975 : Mustard de Roy Wood - Annie chant sur The Rain Came Down On Everything.
- 1977 : InterGalactic Touring Band - (Avec le London Symphony Orchestra) Artistes Variés. -Annie chant sur Reaching out
- 1977 : I never believed in love/Inside my life de Roy Wood - Single avec Jon Camp de Renaissance.
- 1979 : On the road again de Roy Wood - Annie chœurs sur Dancin' At The Rainbow's End et Way Beyond The Rain.
- 1985 : So the story goes - Philadelphians for Philadelphia Artistes Variés - CD Single Bénéfice.
- 1985 : Wind In The Willow de Eddie Hardin - Annie chant sur Wind in the willow Part One et Wind in the willow Part two.
- 1990 : Fox de Akio Dobashi. - Annie chant sur Diving for Pearls, Lost in Love, Luminai et Six Days and Seven Nights
- 1990 : Poetry in motion de Betjeman & Read - Annie chant sur Hunter Trials.
- 1991 : Skydancer de Raphael Rudd
- 1995 : Supper's Ready - Album hommage à Genesis - Annie chant sur Ripples.
- 1995 : Tales From Yesterday - Album hommage à Yes - Annie chant sur Turn of the Century avec Steve Howe.
- 1995 : Lily's In The Field: A Benefit Concert For Orphan Children In Bosnia-Hercegovina sur la chanson Lily's In The Field avec Steve Howe
- 1996 : The Awakening de Raphael Rudd & Peter Townshend - Annie chant sur Seasons, Willow Song et The Awakening
- 1997 : Scheherazade The Musical de Michael Dunford - Annie chant sur Remember Me et In the Stillness of the Room
- 1999 : Portraits of Bob Dylan de Steve Howe - Annie chant sur It's All Over Now, Baby Blue avec Geoff Downes et Dylan Howe.
- 2000 : Pictures in the fire de Nevada ( Avec Michael Dunford & Peter Gosling)
- 2005 : Icon de Geoff Downes & John Wetton - Annie chant sur In the end Ainsi que sur le EP sur Frontiers Records.
- 2006 : Miles of music de Bob Miles
- 2012 : Songs of the century - An All Star Tribute to Supertramp Artistes Variés - Annie chant sur Dreamer avec David Sancious.
- 2020 : "The sound of dreams" de David Minasian. Chant sur les chansons "the sound of dreams (1st movement)" et "the wind of heaven (epilogue)

### DVD
- 2006 : Live Studio Concert Philadelphia, PA, USA 1997 (Enregistrement public 1997)